# NGC 6991-2
NGC 6991-2 — рассеянное скопление в созвездии Лебедь.
Этот объект не входит в число перечисленных в оригинальной редакции «Нового общего каталога» и был добавлен позднее.